# Friedrich-Joachim Stengel
Pour les articles homonymes, voir Stengel.
Friedrich Joachim Michael Stengel est un architecte allemand, né le 29 septembre 1694 à Zerbst, mort le 10 janvier 1787 à Sarrebruck.
Il est l'architecte du duc de Gotha, des princes-abbés Constantin de Buttlar et Adolphe de Dalberg, puis des princes de Nassau-Usingen et Sarrebruck-Sarrewerden.
Directeur des constructions (Baudirektor) des princes de Nassau, il mène l'édification des églises de Harskirchen, Wolfskirchen, Weyer, Berg, Lorentzen et Oermingen. Ces constructions sont ordonnées en 1766 par le prince Guillaume Henri de Nassau-Sarrebruck afin de garantir l'harmonie et la paix entre les confessions catholique et protestante. Le plus célèbre de ces édifices est la Ludwigskirche de Sarrebruck bâtie de 1762 à 1775.
Certaines de ces églises, (comme celle de Harskirchen) sont en réalité construites par Dodel, un élève de Stengel.